# موزه فولکلور فضای باز روشایدر هوف

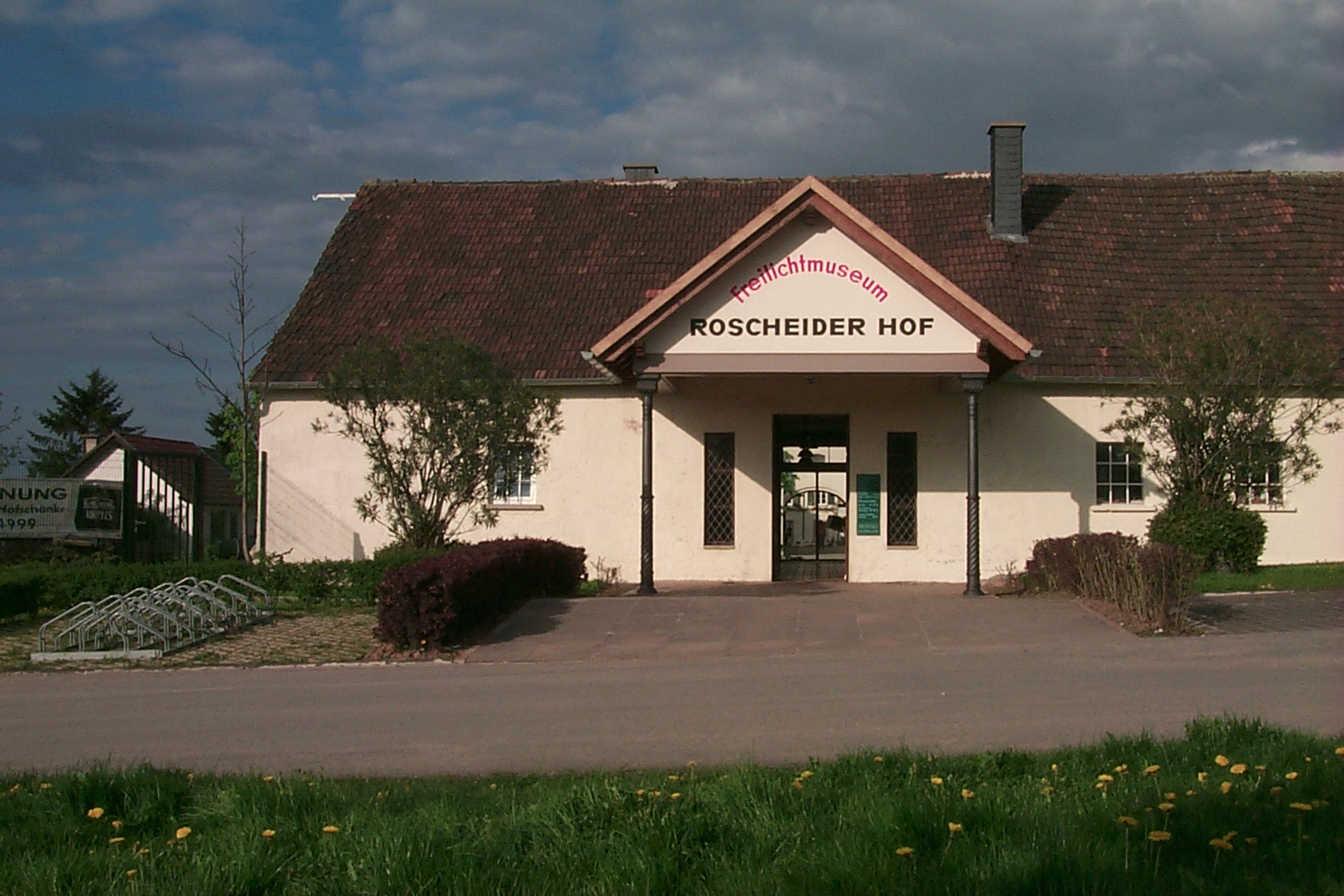

موزهٔ فولکلور روشایدر هوف (به آلمانی: Volkskunde- und Freilichtmuseum Roscheider Hof) در منطقه ترییر ـ زاربورگ، در ایالت راین لاند فالتس در شهر کُنتس، در سال ۱۹۷۶ تأسیس گردیده‌است. از لحاظ موقعیت مکانی این مجموعه در منطقه‌ای زیبا بر فراز تپه‌های موزلتال واقع در منطقهٔ مرزی شهری کُنتس ـ روشایدر هوف و ترییر قرار دارد. هدف این موزه به نمایش دادن فرهنگ بومی و مردمی منطقهٔ موزل و زار همچنین منطقه اَیفل، هونسروک، زارلند و بخشهایی از لوکزنبورگ و لورن (فرانسه) می‌باشد. این موزه در مساحتی به وسعت ۲۰ هکتار و دارا بودن ۴۰۰۰ متر مربع فضای نمایشگاه، یکی از بزرگترین موزه‌های فولکلور و مردمی آلمان به‌شمار می‌رود. این موزه مجموعهٔ بسیار زیبایی از مجسمه‌هایی از آلیاژ قلع همراه با کلکسیون اسباب بازی از سراسر دنیا و لوح‌های سنگی می‌باشد. مدیریت این موزه را انجمن روشایدر هوف شهر کُنتس همراه با هزاران عضو خود برعهده دارد.

## تاریخچه
ساختمان مرکزی موزه، روشایدر هوف برای اولین بار در سال ۱۳۳۰ در اسناد مندرج گردیده و تا سال ۱۸۰۲ جزو صومعه سنت ماتیاسِ ترییر محسوب می‌شد. بعد از حملهٔ نیروهای انقلابی فرانسه در سال ۱۷۹۴، این مجموعه به تصرف فرانسوی‌ها درآمد و در سال ۱۸۰۵ در مزایده‌ای به اختیار سرباز فرانسوی درآمد که پسر وی از دوستان کارل ماکس بود. در طول سال‌های متوالی، این ملک صاحبان متعددی را به خود تجربه کرد، که از جمله آن‌ها می‌توان به آکرباوشوله و سپس از سال ۱۹۰۹ به پرویسیشه اشتاتس دومنه اشاره کرد. در سال ۱۹۶۹ مالکیت این مجموعه به شهر کنتز اعطا گردید تا بر روی زمین‌های زراعی بخشی از شهر را احداث کنند و ساختمان این محل را همراه با زمینی به مساحت ۲۰ هکتار برای این موزه به کار بگیرند.

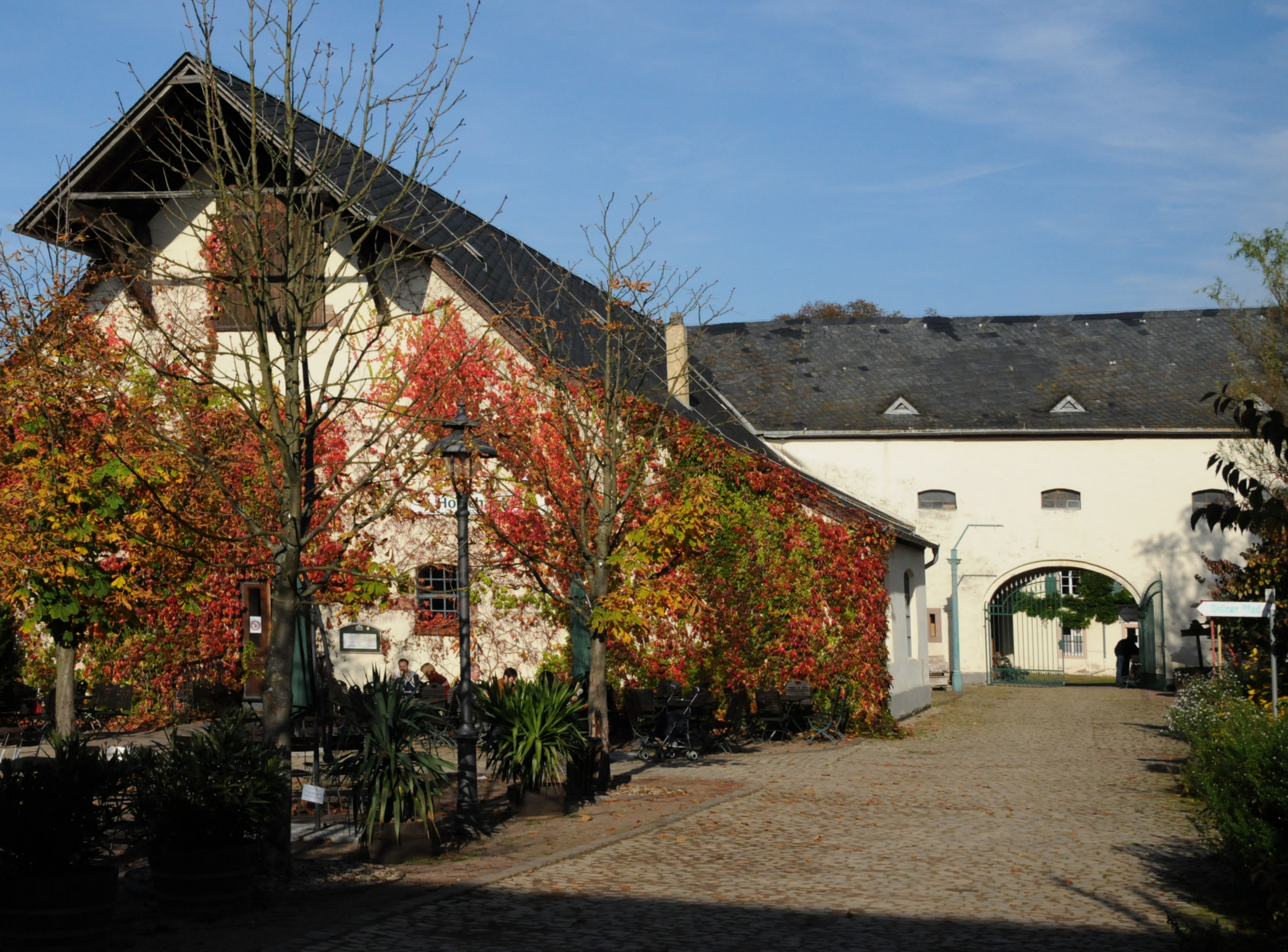

این موزه در سال ۱۹۷۳ تأسیس و در سال ۱۹۷۶ افتتاح گردید. مؤسس این مجموعه آقای رولف روبیشون، آرشیتکت و استاد مدرسه ساختمان‌سازی ترییر (امروزه دانشگاه کاربردی‌ترییر) بود. هم‌زمان با ساخت این مزرعه به موزهٔ فولکلور، اراضی شامل موزه دهکده‌ها و باغ‌های میوه در حال ساخت قرار گرفتند.

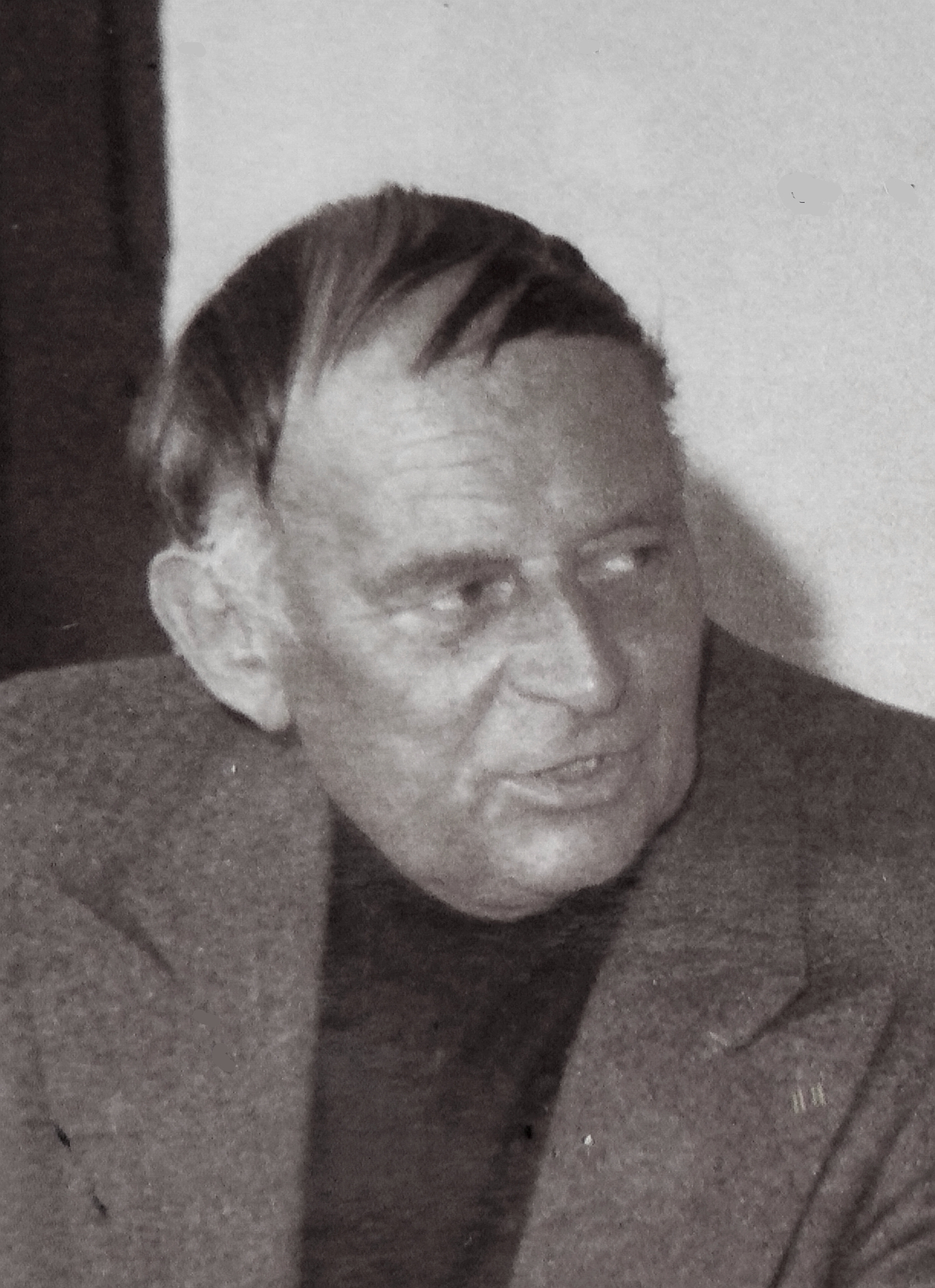

## موزه امروزی
امروزه در ساختمان مرکزی روشایدر هوف آثار فولکلور به نمایش گذاشته شده‌است که از جمله آن‌ها می‌توان به موارد ذیل اشاره نمود:
شراب سازی، کارخانه تقطیر، اتاق نشیمن و اتاق خواب در دوران مختلف، غرفه‌ای در ارتباط با شستشو در گذشته و حمام، نانوایی، نمایشگاهی در ارتباط با اعتقادات کاتولیک، دو خیابان همراه با ۲۰ قطعه مغازه، مطب‌های پزشکی، یک مدرسه و یک بانک. از نکات قابل توجه این مکان می‌توان به دارا بودن دومین مجموعه مجسمه‌های از جنس قلع دنیا و مجموعه‌ای از اسباب بازی‌های گردآوری شده از سراسر دنیا اشاره نمود. همچنین می‌توان به مجموعه بزرگی از لوح‌های سنگی و اجاق‌های سنگی اشاره کرد.

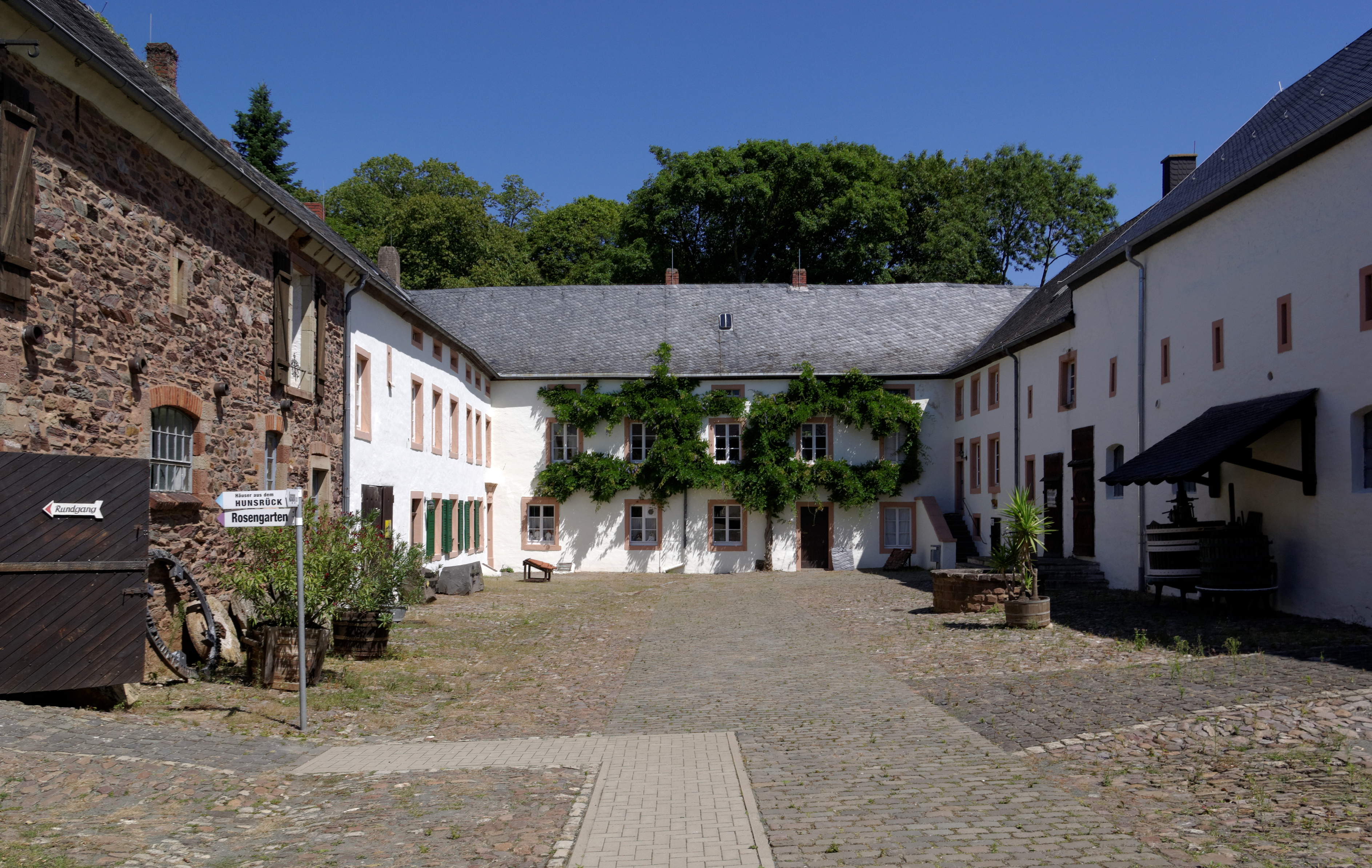

جاذبهٔ اصلی در فضای باز این موزه دیدنی، هونسروکویلر (دهکده هونسروک) می‌باشد. این دهکده شامل خانه‌های چوبی بسیار قدیمیست.
در این میان ساختمانی به چشم می‌خورد که اسرای جنگی در آنجا نگهداری می‌شدند. در مسافتی نه چندان دور خانه‌هایی سنگی از منطقه زار ـ موزل و انبارهای راه آهن شهر کنتز قابل ملاحظه می‌باشند. علاوه بر اماکن دیدنی ذکر شده می‌توان به باغ میوه، باغ گل‌های رز، باغ گیاه‌های دیدنی و قطعاتی از دیوار مرزی تاریخی اشاره نمود. همچنین موزهٔ جنگل در ساختمانی بسیار مدرن، یک عدد پمپ آب لامباچ و زمین بازی کودکان به چشم می‌خورد که دیدن آن‌ها خالی از لطف نمی‌باشد. در این میان انجمن زنبورداران کنتز از این فضای دیدنی این مجموعه استفاده کرده تا برای علاقه‌مندان کلاس‌هایی در این رابطه برگزار نماید.

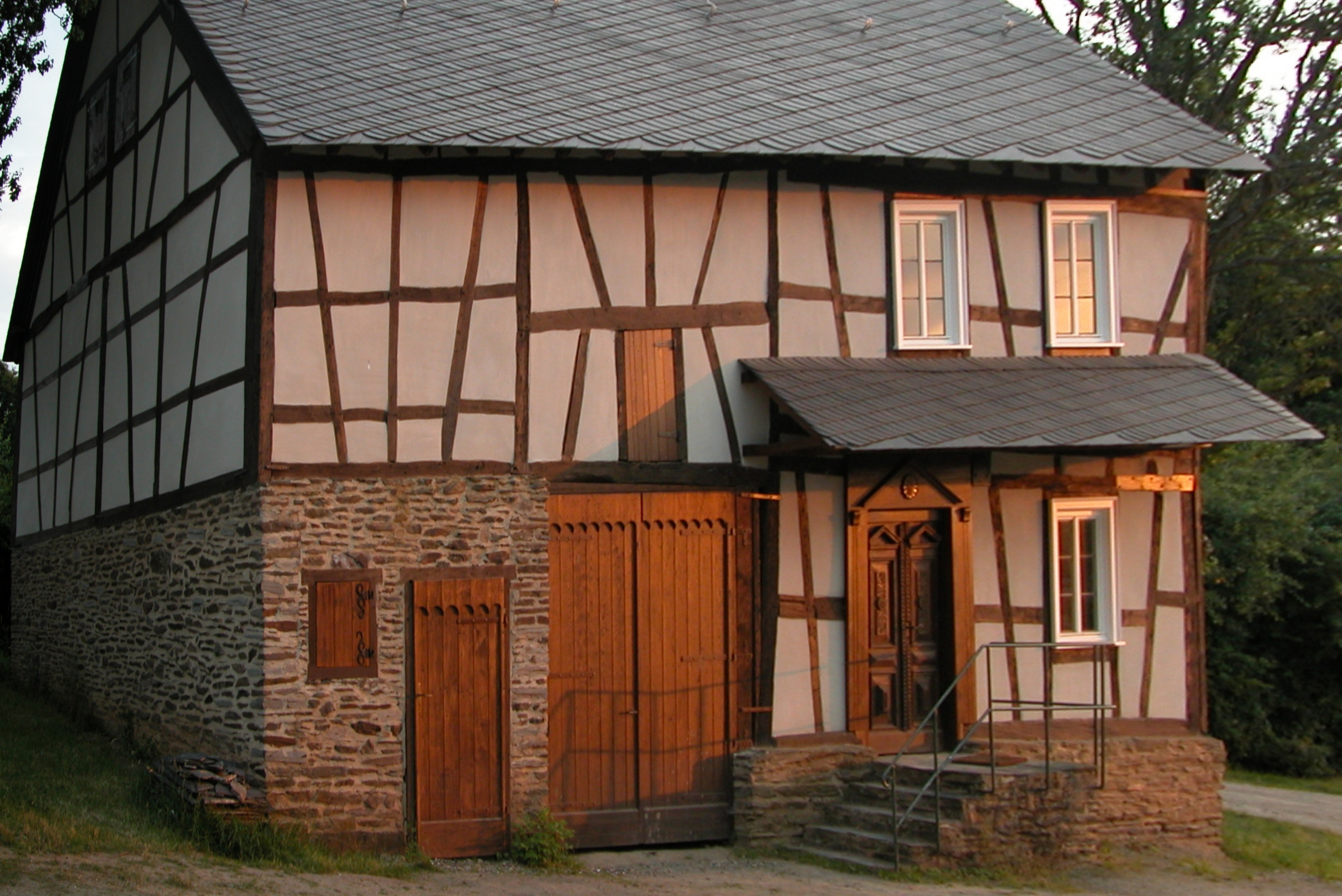

## فعالیت‌ها
هر ساله این مجموعه برنامه‌های خاصی را برگزار می‌نماید که می‌توان به مهمترین آن‌ها از جمله روز تاریخ زنده همراه با نمایش، روز کودکان و کشاورزان و شرابگیری، روز جشن موزه اشاره کرد. در فضای مجازی و اینترنت این مجموعه به صورت گسترده‌ای معرفی گردیده‌است، علاوه بر صفحهٔ اینترنتی اختصاصی که به چهار زبان زنده ترجمه شده، می‌توان به صفهات فیسبوک و یوتیوب و ویکی‌پدیای چندزبانه این موزه دیدنی مراجعه نمود.

## نگارخانه

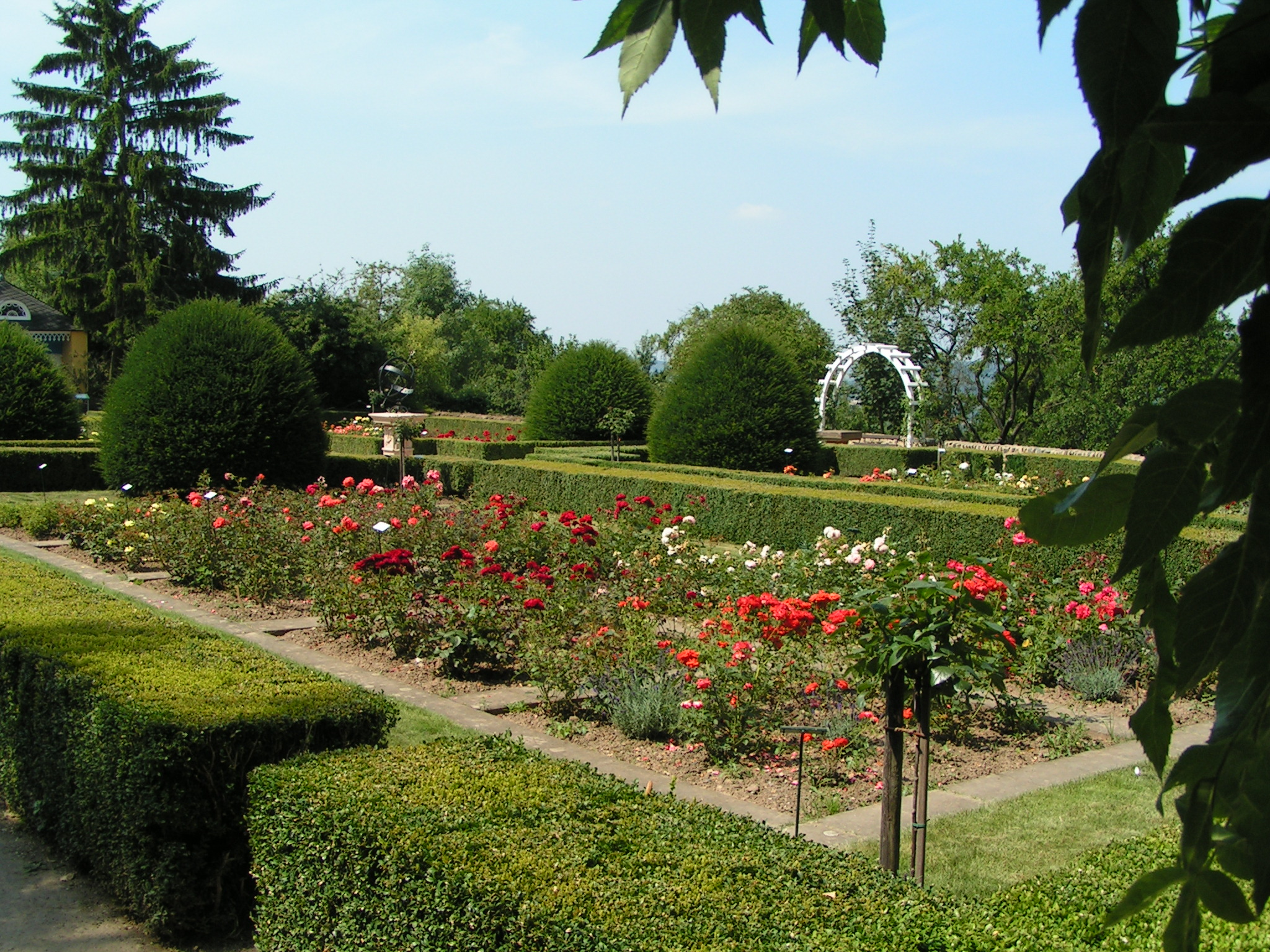
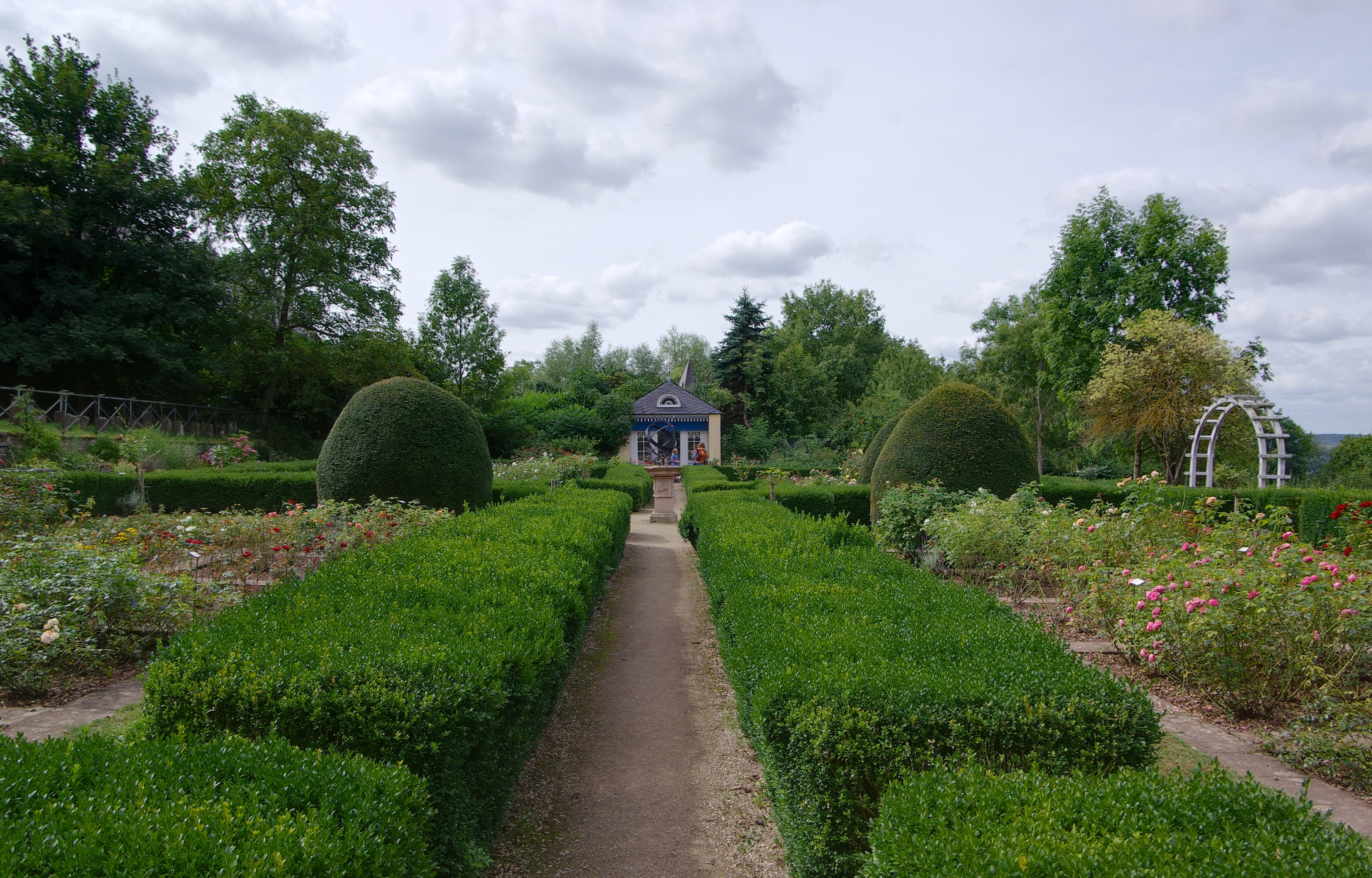
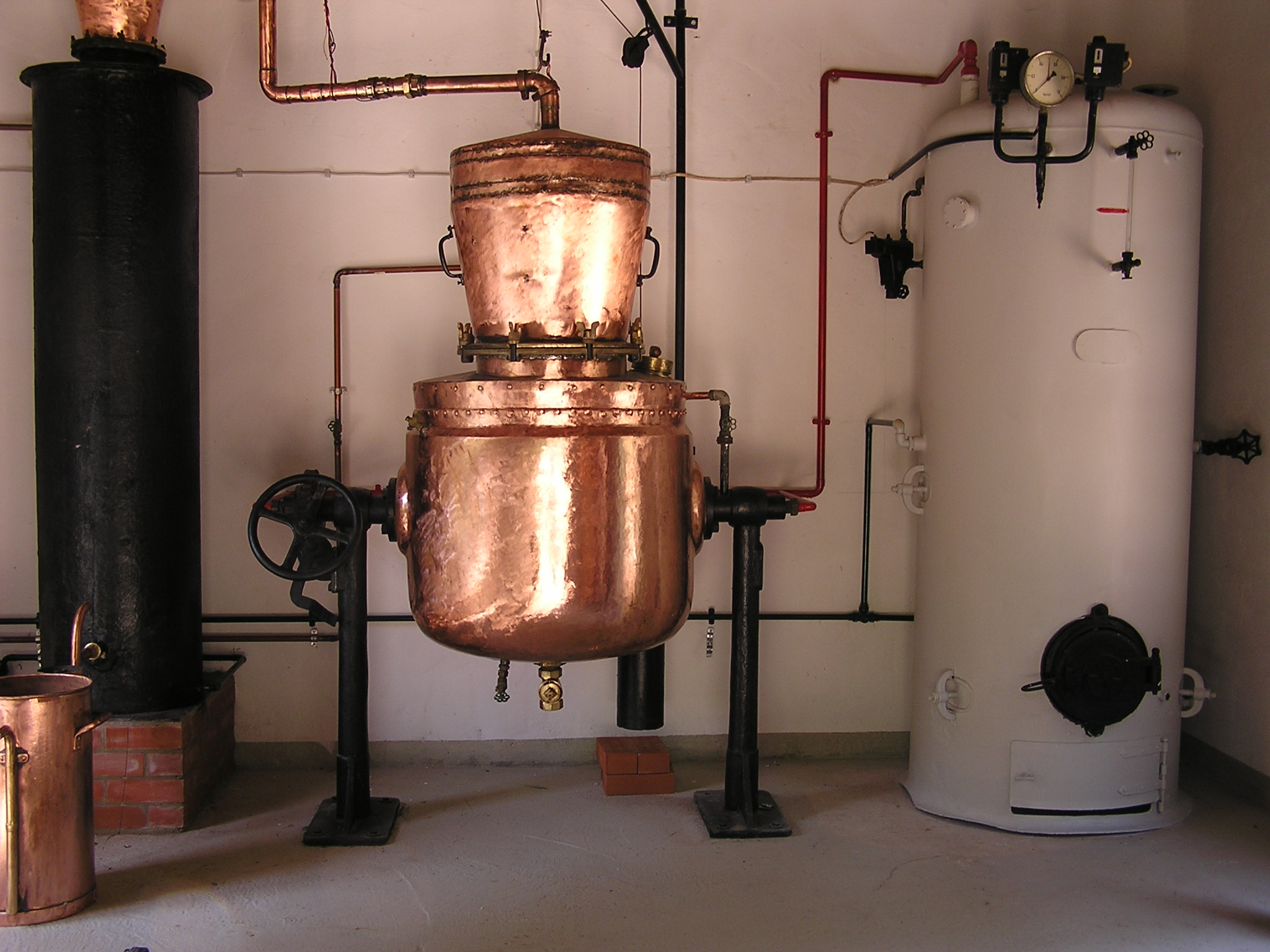
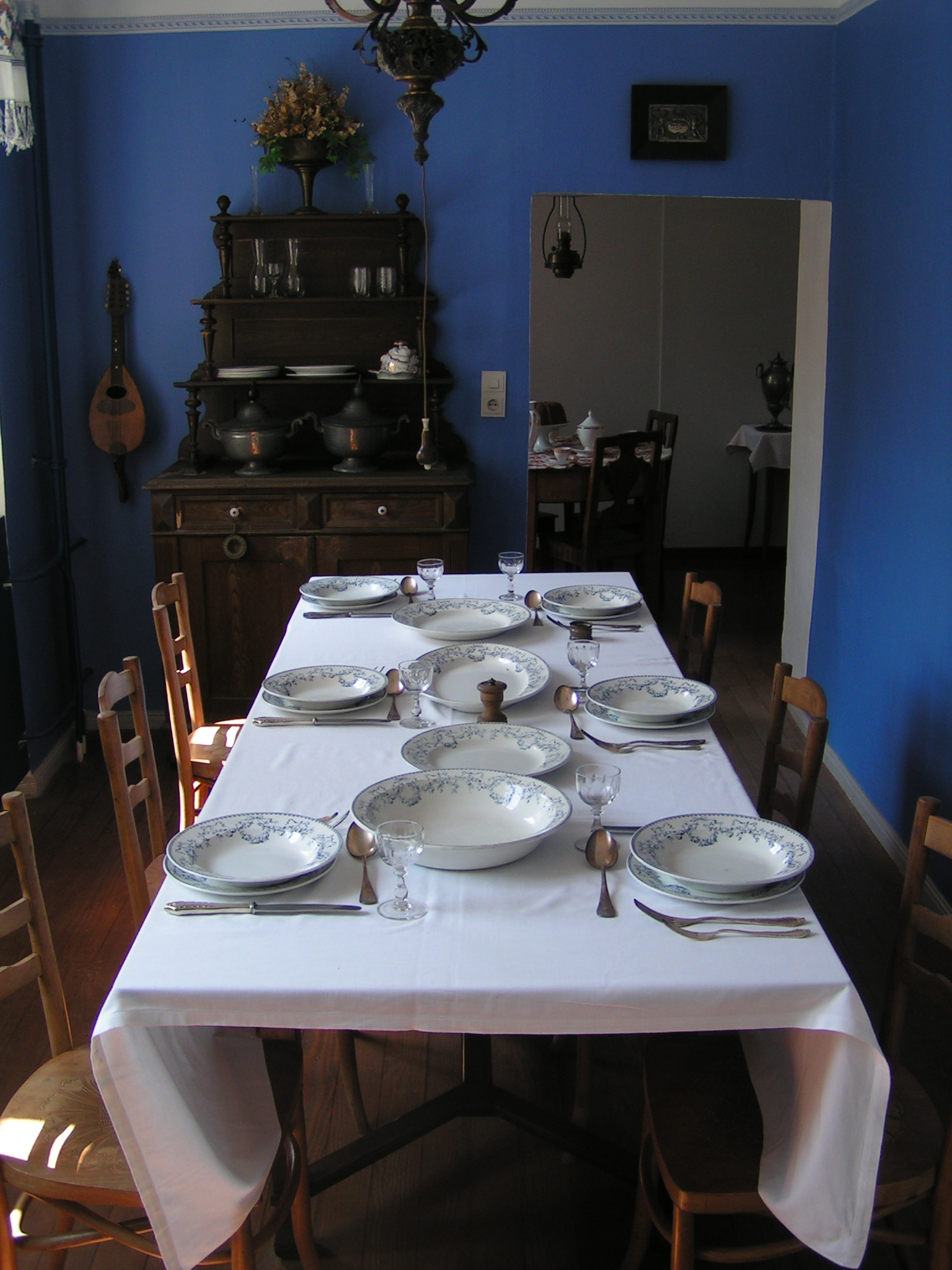